# Mit Abu al-Kum
Mit Abu al-Kum (em árabe: ميت أبو الكوم) é uma vila no Delta do Nilo egípcio, na província de Monufia. É o local de nascimento do presidente egípcio  Anwar Sadat (1918–1981). A casa de em que morava durante a infância foi transformada em um museu.